# Kunstpreis
Kunstpreise sind Auszeichnungen im Bereich der Bildenden und Angewandten Kunst. Sie werden oft in Form eines Wettbewerbs  von öffentlichen oder privaten Stellen oder von Stiftungen ausgeschrieben und für besondere künstlerische Leistungen vergeben. Ebenso häufig werden Kunstpreise von unabhängigen Jurys im Auftrag des Stifters ohne Selbstbewerbung oder Wettbewerb entschieden. Sie sind meist dotiert oder fördern durch Stipendien die Künstler.

## Beschreibung
Die Vergabe eines Kunstpreises kann durch eine unabhängige Jury oder den Stifter selbst ohne Ausschreibung oder Wettbewerb entschieden werden, oder der Kunstpreis wird im Rahmen eines offenen oder engeren Wettbewerbs durch einen Auslober ausgeschrieben. Die Ausschreibung eines Kunstpreises enthält Angaben zum Namen des Auslobers, zur Bezeichnung der Wettbewerbsart, zur gestellten Aufgabe und dem Ziel des Wettbewerbs, zur Höhe und Art des  Preises und zu den Namen der Juroren, der Jury. Sie fixiert Abgabe-, Abholungs-, Einlieferungs-  und Ausstellungstermine und eventuelle Kosten. Sie sichert dem Künstler Versicherungsvertragsleistungen, Urheberschaft und Leistungen des Auslobers im Falle einer positiven Jurierung. Ein Kunstpreis ist für den Empfänger in der Regel nur steuerfrei, wenn er für das künstlerische Lebenswerk und nicht für einzelne, herausgehobene Werke vergeben wurde.

## Bereiche
In folgenden Bereichen werden Kunstpreise vergeben:
- Angewandte Kunst
- Bildende Kunst
- Bildhauerei
- Cartoon
- Design
- Digitale Kunst
- Fotografie
- Gefäß-Kunst
- Grafik
- Installation
- Junge Kunst
- Karikatur
- Kleinkunst
- Kunst am Bau
- Kunsthandwerk
- Malerei
- Miniatur
- Objekt
- Plastik
- Zeichnung
- Lichtkunst

## Auslobende
Auslober und Veranstalter von Kunstpreisen sind öffentliche und gemeinnützige Institutionen, Gemeinden, Landkreise, Museen, Galerien, Stiftungen, Vereine, Wirtschaftsunternehmen, Künstler und Verbände sowie Ministerien.

## Sonstiges
Das Praemium Imperiale (1989 gestiftet) gilt als der „Nobelpreis der Künste“. Ausgezeichnet werden die Künstler „für ihre Leistungen, für den Einfluss, den sie international in der Kunst ausüben, und für ihre Bereicherung der Weltgemeinschaft“. Die Japan Art Association vergibt es jährlich für ein künstlerisches Lebenswerk in den fünf Kategorien Malerei, Skulptur, Architektur, Musik, Film/Theater. Dotiert mit einem Geldbetrag von jeweils 15 Millionen Yen gilt das Praemium Imperiale als einer der wichtigsten Kunstpreise der Welt.

## Verzeichnis

### A
- Aenne-Biermann-Preis (Fotografie)
- Albert-Weisgerber-Preis für Bildende Kunst
- Arnold-Bode-Preis
- Arnold-Vogt-Preis für Museumspädagogik
- August-Macke-Preis
- Ars Viva
- Artward

### B
- Bayerischer Kunstförderpreis
- Bayerischer Maximiliansorden für Wissenschaft und Kunst
- Bayerischer Staatspreis für Gestaltung (IHM)
- Bayerischer Staatspreis für Nachwuchsdesigner
- Bremer Förderpreis für Bildende Kunst

### C
- Carl-Blechen-Preis
- Cologne Fine Art Preis
- Coburger Glaspreis

### D
- David-Octavius-Hill-Medaille
- Deutscher Karikaturenpreis
- Dorothea-von-Stetten-Kunstpreis
- d.velop digital art award [ddaa]

### E
- Edwin-Scharff-Preis
- e.o.plauen Preis

### F
- FÖN Kunstpreis[1]
- Fred-Thieler-Preis
- Friedrich-Baur-Preis
- Friedrich-Hebbel-Preis
- Förderpreis für Design der Landeshauptstadt München
- Förderpreis der Landeshauptstadt Dresden
- Förderpreis des Landes Nordrhein-Westfalen für junge Künstlerinnen und Künstler
- Förderpreis für Bildende Kunst der Landeshauptstadt München
- Förderpreis - Die Grosse Kunstausstellung NRW Düsseldorf

### G
- GASAG Kunstpreis in Kooperation mit der Berlinischen Galerie
- Gabriele Münter Preis
- Georg-Christoph-Lichtenberg-Preis
- Georg-Kolbe-Preis
- Gerhard-Altenbourg-Preis, wichtigster Kunstpreis des Freistaats Thüringen
- Gestaltungspreise in Deutschland
- Goethepreis der Stadt Berlin
- Gottfried-Brockmann-Preis
- Großer Kunstpreis des Landes Nordrhein-Westfalen

### H
- HAP-Grieshaber-Preis
- Hans-Molfenter-Preis
- Hans-Thoma-Preis
- Hansischer Goethe-Preis
- Hessischer Gestaltungspreis
- Hessischer Staatspreis für das Deutsche Kunsthandwerk
- Hugo Boss Prize

### I
- Internationaler André Evard-Preis
- Internationaler Kunstpreis Kulturstiftung Stadtsparkasse München
- Iserlohner Kunstpreis, verliehen vom Kunstverein „Wilhelm Wessel / Irmgart Wessel-Zumloh e. V.“
- Israel-Preis

### J
- Jerg-Ratgeb-Preis
- John-Brinckman-Preis
- Joseph-E.-Drexel-Stiftung
- Joseph und Anna Fassbender-Preis

### K
- Kaiser-Lothar-Preis
- Kaiserring-Stipendium, Stipendium für Bildende Künstler
- Kaiserring - Kunstpreis der Stadt Goslar
- Kardinal-König-Kunstpreis
- Karikaturpreis der deutschen Anwaltschaft
- Karl Ernst Osthaus-Preis der Stadt Hagen
- Karl-Schmidt-Rottluff-Stipendium
- Karl-Schneider-Preis
- Karl-Ströher-Preis
- Kasseler Kunstpreis
- Käthe-Kollwitz-Preis, Kunstpreis
- Kennedy-Preis
- Keramikpreise in Deutschland
- Kleinkunstpreis Baden-Württemberg
- Konrad-von-Soest-Preis
- Konrad-Wolf-Preis
- Kunst- und Kulturpreis der deutschen Katholiken
- Kunstpreis Aachen
- Kunstpreis Berlin
- Kunstpreis der DDR
- Kunstpreis der Erzdiözese Freiburg[2]
- Kunstpreis der Großen Kreisstadt Radebeul
- Kunstpreis des Landes Sachsen-Anhalt
- Kunstpreis der Landeshauptstadt Dresden
- Kunstpreis der Landeshauptstadt Düsseldorf
- Kunstpreis der Landeshauptstadt München
- Kunstpreis des Landkreises Trier-Saarburg
- Kunstpreis der Nürnberger Nachrichten
- Kunstpreis der Sachsen Bank
- Kunstpreis des Saarlandes
- Kunstpreis der Schering Stiftung
- Kunstpreis der Stadt Bonn
- Kunstpreis der Stadt Leipzig
- Kunstpreis Europas Zukunft
- Kunstpreis junger westen
- Kunstpreis Robert Schuman der QuattroPole-Städte Luxemburg, Metz, Saarbrücken und Trier
- Kyoto-Preis

### L
- Leo-Breuer-Förderpreis
- Lichtwark-Preis
- Lothar-Späth-Preis  der Stiftung der Akademie der Bildenden Künste
- Lucas-Cranach-Preis
- Ludwig Gies-Preis für Kleinplastik
- Luise-Straus-Preis des Landschaftsverbands Rheinland (ehemals Frauenkulturpreis)

### M
- Maecenas-Ehrung
- Marianne-Werefkin-Preis für Bildhauerinnen
- Marion-Ermer-Preis
- Martin-Andersen-Nexö-Kunstpreis
- Max-Beckmann-Preis (Malerei, Grafik, Bildhauerei, Architektur)
- Max-Imdahl-Stipendium
- Max-Pechstein-Preis
- Max-Reinhardt-Preis
- Metallkunstpreise
- Morenhovener Lupe
- Münchhausen-Preis

### N
- Nam June Paik Award der Kunststiftung NRW
- National Medal of Arts
- Nord-Award Kunst- und Kulturauszeichnung Kurt Schulzke

### O
- Olaf-Gulbransson-Preis
- Ordre des Arts et des Lettres
- Österreichischer Förderpreis für Filmkunst
- Österreichisches Ehrenzeichen für Wissenschaft und Kunst
- Österreichischer Kunstpreis
- Otto-Dix-Preis
- Otto-Mauer-Preis
- Otto-Ubbelohde-Preis

### P
- Pauli-Preis
- Perron-Kunstpreis
- Peter-Weiss-Preis
- Phönix Kunstpreis
- Piepenbrock Preis für Skulptur
- Praemium Imperiale
- Preis der Nationalgalerie für junge Kunst
- Prinz-von-Asturien-Preis
- Prix Ars Electronica
- Prix Chenavard
- Prix Grand-Duc Adolphe
- Prix Marcel Duchamp
- Prix Meret Oppenheim
- Prix de Rome

### R
- Ramboux-Preis
- Reinhart-Wolf-Preis
- Rheinischer Kunstpreis
- Robert-Jacobsen-Preis für Bildende Künstler
- Rolf-Schock-Preis
- Roswitha Haftmann-Preis
- Rubenspreis

### S
- Saatchi Gallery
- Schota-Rustaweli-Staatspreis
- Staatspreis Manufactum (Staatspreis im Kunsthandwerk NRW)
- Staatspreise in Deutschland
- Sven-Simon-Preis
- Szpilman Award

### T
- Talente Preis
- Theodor-Körner-Preis
- Theodor-Körner-Preis (DDR)
- Turner Prize
- Tempelhof-Schöneberger Kunstpreis

### V
- Vattenfall Contemporary
- Videonale-Preis
- Victoria Preis für Junge Kunst
- Volker-Hinniger-Preis

### W
- Wiener Werkstattpreis
- Wilhelm-Morgner-Preis Soest
- Wilhelm-Fabry-Förderpreis Hilden
- Will-Grohmann-Preis
- Wolf-Preis
- Wolfgang-Hahn-Preis Köln

### Z
- ZVAB-Phönix Kunstpreis